# Matthew Jebb
Matthew H. P. Jebb (1958, Kilkenny, Irlanda) es un botánico irlandés, y especialista en taxonomía de géneros de mirmecófitas Squamellaria, Myrmecodia, Hydnophytum, Myrmephytum, Anthorrhiza, y del genus de planta carnívora Nepenthes.
Ha descrito para la ciencia, varias nuevas especies de Nepenthes, todas con el Dr. Martin Cheek, como: N. argentii, N. aristolochioides, N. danseri, N. diatas, N. lamii, N. mira, y N. murudensis. Jebb & Cheek también se plantearon si N. macrophylla pertenecía al rango. Jebb y Cheek revisaron al genus en dos textos monográficos: "A skeletal revision of Nepenthes (Nepenthaceae)" (1997) y "Nepenthaceae" (2001). Jebb también fue author de la monografía del 1991 "An account of Nepenthes in New Guinea".
Ha escrito artículos académicos sobre conservación florística, jardines botánicos, conservación de la flora amenazada de las Islas.

## Algunas publicaciones
- Cheek, M. & M. Jebb (2013) Recircumscription of the Nepenthes alata group (Caryophyllales: Nepenthaceae), in the Philippines, with four new species. European Journal of Taxonomy 69: 1-23

- Smyth, N., Armstrong, C., Jebb M. and Booth, A. (2013) Implementing target 10 of the Global Strategy for Plant Conservation at the National Botanic Gardens of Ireland: Managing two invasive non-native species for plant diversity in Ireland. Sibbaldia 11: 125-141.

- Cheek, M., M. Jebb (2013) Nepenthes ultra (Nepenthaceae), a new species from Luzon, Philippines. Blumea 58: 241-244.

- Cheek, M., M. Jebb (2013) Nepenthes samar (Nepenthaceae), a new species from Samar, Philippines. Blumea 58(1): 82–84.

- Cheek, M., M. Jebb (2013) The Nepenthes micramphora (Nepenthaceae) group, with two new species from Mindanao, Philippines. Phytotaxa 151 (1): 25–34

- Jebb, M. (2013) Secrets of the Irish Landscape, in Jebb, M. and Crowley, C. eds. Secrets of the Irish Landscape, pp. 1-10. Cork University Press, Cork, Ireland.

- Jebb, M. (2013) Paper Landscapes: Ordnance Survey of Ireland, in Jebb, M., Crowley, C. eds. Secrets of the Irish Landscape, pp. 193-199. Cork University Press, Cork, Ireland.

- Cheek, M., Jebb, M. (2013). Typification and redelimitation of Nepenthes alata with notes on the N. alata group, and N. negros sp. nov. from the Philippines. Nordic Journal of Botany 31: 1–7.

- Cheek, M., Jebb, M. (2013) Identification and typification of Nepenthes blancoi , with N. abalata sp. nov. from the western Visayas, Philippines. Nordic Journal of Botany 31: 151–156.

- Cheek, M. & M. Jebb (2013) Nepenthes alzapan (Nepenthaceae), a new species from Luzon, Philippines. Phytotaxa 100(1): 57–60.

- Cheek, M., M. Jebb (2013) Nepenthes ramos (Nepenthaceae), a new species from Mindanao, Philippines. Willdenowia - Annals of the Botanic Garden and Botanical Museum Berlin-Dahlem, v. 43: 107-111.

- Jebb, M. (2012) Dreaming of sheep-eating plants. BGJournal 9: 25-27.

- Jebb, M., Prance, G.T. (2011) Five new species of Barringtonia (Lecythidaceae) from Papua New Guinea. Blumea 56, 105-112.

- Esser, H.-J., M. H. P. Jebb (2010). A new Schefflera and taxonomic notes on Araliaceae from Thailand. Thai For. Bull. 38: 160-166.

- Esser, H.-J., M. H. P. Jebb (2009). The Araliaceae of Thailand. Thai For. Bull. Special Issue: Papers from the 14th Flora of Thailand Meeting 18–21 de agosto de 2008, Copenhagen, Denmark: 1–6.

- Cheek, M.R., M.H.P. Jebb (2009). Nepenthes group Montanae (Nepenthaceae) in Indo-China, with N. thai and N. bokor described as new. Kew Bulletin 64(2): 319–325.

- Jebb, M. H. P. (2009). Reinstatement of the name Dactylorhiza kerryensis (Wilmott) P.F.Hunt & Summerh. for the western marsh orchid, and a new varietal combination. Watsonia 27: 367-368.

- Parnell JAN, Simpson DA, Chayamarit K, Boonthavikoon T, Boyce PC, Chantaranothai P, de Wilde B, Jebb MHP, Muasya AM, Paton AJ, Pendry CA, Pooma R, Sudee S, Wilkin P. (2005) The Bangkok Forest Herbarium, Royal Botanic Gardens Kew and Trinity College Dublin plant collecting trips in Thailand 1995-2002. Thai Forest Bull. Bot. 33: 145-156.

- Cheek M, Jebb M, Lee C, Lamb A, Phillipps A. 2003 Nepenthes hurrelliana (Nepenthaceae), a new species of pitcher plant from Borneo. Sabah Parks Nat. J. 6. 117-124.

- La abreviatura «Jebb» se emplea para indicar a Matthew Jebb como autoridad en la descripción y clasificación científica de los vegetales.[6]